# Le Portrait de Manon
Personnages
Le chevalier Des Grieux (baryton)

Tiberge (ténor bouffe)

Jean, vicomte de Morcef, rôle travesti (mezzo-soprano)

Aurore (soprano)
Le Portrait de Manon est un opéra-comique en un acte de Jules Massenet sur un livret de Georges Boyer. Suite-pastiche de la Manon (1884) du compositeur, largement considérée comme son chef-d'œuvre, Le Portrait de Manon s'attire beaucoup moins de louanges que l'original et est rarement interprété de nos jours.

## Genèse et histoire
Jules Massenet écrit une suite-pastiche de Manon dans Le Portrait de Manon, où il fait reparaître plusieurs phrases de Manon. À quarante ans ou dans la cinquantaine, le chevalier Des Grieux a changé de registre et est devenu baryton.
La première de l'opéra a lieu à l'Opéra-Comique, à Paris, le 8 mai 1894. Après, l'œuvre est interprétée au Théàtre de la Monnaie en novembre 1894 et, dans une traduction italienne d'Amintore Galli, au Théâtre Mercadante de Naples en décembre 1894. Aux États-Unis, la première a lieu au Waldorf-Astoria le 13 décembre 1897. L'Opéra-Comique reprend l'opéra en février 1900, et le Théâtre-Lyrique le monte en septembre 1922, après quoi l'œuvre disparaît du répertoire. Après plus de 60 ans d'absence, Le Portrait de Manon est monté à La Fenice le 13 avril 1985. Quatre ans plus tard, il est représenté à l'Opéra de Monte-Carlo dans une production du Festival international d'Édimbourg. Au XXIe siècle, l'œuvre est reprise au Glimmerglass Festival en 2005, au Grand théâtre du Liceu en 2008 et à la Royal Opera House de Londres en 2011.

## Personnages et distribution à l'Opéra-Comique
| Rôles                                  | Voix               | Interprètes                  |
| -------------------------------------- | ------------------ | ---------------------------- |
| Le chevalier Des Grieux                | baryton            | Lucien Fugère                |
| Tiberge                                | ténor bouffe       | Pierre Grivot                |
| Jean, vicomte de Morcef, rôle travesti | mezzo-soprano      | Suzanne Elven                |
| Aurore                                 | soprano            | Jeanne (Marie-Sophie) Laisné |
| Direction musicale                     | Direction musicale | Jules Danbé,                 |

## Résumé
Salle basse dans un château de province. Ameublement Louis XVI. Table de travail. Au fond, large baie, encadrée de feuillages et de fleurs, qui ouvre sur une place de village.
Le chant d'un chœur de paysans situé en coulisses et celui d'Aurore réveillent « la chimère du paradis perdu » chez le chevalier Des Grieux. Il se demande si seule la mort lui rendra le calme suprême et tire une miniature de Manon d'un coffret placé sur la table de travail. Il revoit la tenue qu'elle portait lorsqu'il fit sa connaissance à l'hôtellerie d'Amiens et leur « petite table », puis remet la miniature dans le coffret lorsque Jean, fils orphelin d'un ami qui le lui a confié, arrive pour une leçon d'histoire. Âgé de 18 ans, Jean donne lecture de l'histoire de Scipion l'Africain, qui rendit à Allucius la jeune fille à laquelle ce dernier était fiancé. Alors que Des Grieux voit un exemple à suivre dans la continence de l'Africain, qui fit passer son devoir avant l'amour, Jean se trahit en lui demandant comment l'on peut vivre sans amour. Pendant que Jean lui décrit son amoureuse, Aurore, jeune fille de 16 ans, avant de la nommer, Des Grieux constate que c'est ainsi qu'il décrivait Manon à son père irrité. Des Grieux considère la jeune fille comme une aventurière sans naissance ni argent et prévient Jean qu'il saura le contraindre à respecter le nom de ses aïeux. À l'entrée de son ami Tiberge, il invite Jean à se retirer.
Après avoir ravivé la souffrance de Des Grieux en mentionnant le nom de Manon, Tiberge lui dit qu'il souhaite unir sa jeune pupille, Aurore, et Jean. Des Grieux s'oppose à cette mésalliance et quitte à l'arrivée des deux jeunes. Tiberge leur annonce la mauvaise nouvelle, mais les laisse seuls pour faire une autre tentative. En sanglots, Jean et Aurore songent d'abord à mourir, mais comment? La noyade? Non, les noyés font peur à voir. Le poison? Non, on souffre trop, et Jean ne supporterait pas de la voir souffrir. La pendaison? Non, la corde casse et l'on a l'air ridicule. L'épée de Jean? Non, il n'aurait pas le courage de transpercer sa bien-aimée. Ils doivent mourir, mais comme il aurait été bon de vivre (Les yeux dans vos yeux, à genoux). Aurore lui aurait chanté la bergerette Au jardin Colin, qui cherche à voler des baisers à Lucette. À l'exemple de Colin, Jean poursuit la jeune fille pour lui dérober un baiser, mais ils heurtent le coffret, qui tombe en s'ouvrant. Ils admirent la miniature. Tiberge revient pour leur annoncer que Des Grieux reste sourd, mais à la vue du portrait, leur dit de ne pas perdre espoir et emmène Aurore. Des Grieux sermonne Jean à nouveau et l'invite à se retirer dans sa chambre en attendant de connaître l'endroit où il devra partir. Resté seul, Des Grieux se dit qu'il doit préserver son protégé des maux de l'amour qu'il a soufferts et se convainc que Manon parlerait comme lui. Mais Aurore paraît alors à l'extérieur de la baie, au clair de lune, dans le costume que Manon portait lorsqu'elle fit la connaissance de Des Grieux à Amiens. Tandis qu'Aurore chante que « maudire l'amour c'est blasphémer », Des Grieux accepte d'unir ceux que son souvenir de Manon protège. Aurore, Jean et Tiberge entrent. Lorsque Des Grieux lui demande d'expliquer la ressemblance entre Manon et la jeune fille, Tiberge lui révèle qu'elle est en fait la fille du sergent Lescaut, la nièce de Manon.

## Critiques
Selon Anne Massenet, « la modification des thèmes, l'esprit très vif et léger dans lequel cet opéra-comique est écrit nous fait regretter de ne pas entendre plus souvent cette bluette — comme la qualifient certains avec un rien de dédain […] une œuvre qui dissimule un grand savoir-faire sous la gaieté et mérite mieux qu'un bon mot un peu facile ».